# Света Тројица в Словенских Горицах
Света Тројица в Словенских Горицах (словен. Sveta Trojica v Slovenskih goricah) је град и седиште истоимене општине Света Тројица в Словенских Горицах у Словенији, у Подравској регији.

## Историја
До територијалне реорганизације у Словенији била је у саставу старе општине Ленарт.

## Становништво
На попису становништва из 2011. године, Света Тројица в Словенских Горицах је имала 730 становника.
| Број становника према пописима | Број становника према пописима | Број становника према пописима |
| ------------------------------ | ------------------------------ | ------------------------------ |
| 1991                           | 2002                           | 2011                           |
| 458                            | 465                            | 730                            |

Напомена: До 1952. исказивано под именом Света Тројица в Словенских Горицах. Године 1952. назив насеља је промењен у Градишче, а 1953. у Градишче в Словенских Горицах. Стари назив насељу је враћен 1992. године. Године 2010. повећана за делове насеља Згорња Сенарска и Згорњи Порчич.

## Галерија
- поглед на насеље
- панорама
- детаљ
- детаљ
- унутрашњост цркве